# العلاقات البوتسوانية البوروندية
العلاقات البوتسوانية البوروندية هي العلاقات الثنائية التي تجمع بين بوتسوانا وبوروندي.

## مقارنة بين البلدين
هذه مقارنة عامة ومرجعية للدولتين:
| وجه المقارنة                                              | بوتسوانا                       | بوروندي                                    |
| --------------------------------------------------------- | ------------------------------ | ------------------------------------------ |
| المساحة (كم2)                                             | 581.74 ألف                     | 27.83 ألف                                  |
| عدد السكان (نسمة)                                         | 2.29 مليون                     | 10.86 مليون                                |
| الكثافة السكانية (ن./كم²)                                 | 3.94                           | 390.23                                     |
| العاصمة                                                   | غابورون                        | بوجومبورا، جيتيغا                          |
| اللغة الرسمية                                             | لغة إنجليزية                   | اللغة الكيروندية، لغة فرنسية، لغة إنجليزية |
| العملة                                                    | بولا بوتسواني                  | فرنك بوروندي                               |
| الناتج المحلي الإجمالي (بليون دولار)                      | 17.41 مليار                    | 3.48 مليار                                 |
| الناتج المحلي الإجمالي (تعادل القوة الشرائية) بليون دولار | 35.84 مليار                    | 8.13 مليار                                 |
| الناتج المحلي الإجمالي الاسمي للفرد دولار أمريكي          | 6.36 ألف                       | 277                                        |
| الناتج المحلي الإجمالي للفرد دولار أمريكي                 | 16.10 ألف                      | 77                                         |
| مؤشر التنمية البشرية                                      | 0.698                          | 0.400                                      |
| رمز المكالمات الدولي                                      | +267                           | +257                                       |
| رمز الإنترنت                                              | .bw                            | .bi                                        |
| المنطقة الزمنية                                           | ت ع م+02:00، توقيت وسط إفريقيا | ت ع م+02:00                                |

## منظمات دولية مشتركة
يشترك البلدان في عضوية مجموعة من المنظمات الدولية، منها:
| علم المنظمة | اسم المنظمة                                 | تاريخ انضمام بوتسوانا | تاريخ انضمام بوروندي |
| ----------- | ------------------------------------------- | --------------------- | -------------------- |
|             | مؤسسة التنمية الدولية                       | 24 يوليو 1968         | 28 سبتمبر 1963       |
|             | يونسكو                                      | 16 يناير 1980         | 16 نوفمبر 1962       |
|             | وكالة ضمان الاستثمار متعدد الأطراف          | 15 مايو 1990          | 10 مارس 1998         |
|             | الأمم المتحدة                               | 17 أكتوبر 1966        | 18 سبتمبر 1962       |
|             | مجموعة دول أفريقيا والكاريبي والمحيط الهادئ | ?                     | ?                    |
|             | الاتحاد البريدي العالمي                     | ?                     | ?                    |
|             | البنك الدولي للإنشاء والتعمير               | 24 يوليو 1968         | 28 سبتمبر 1963       |
|             | الاتحاد الدولي للاتصالات                    | 2 أبريل 1968          | 16 فبراير 1963       |
|             | منظمة حظر الأسلحة الكيميائية                | ?                     | ?                    |
|             | مؤسسة التمويل الدولية                       | 23 مارس 1979          | 28 نوفمبر 1979       |
|             | المركز الدولي لتسوية المنازعات الاستشارية   | 14 فبراير 1970        | 5 ديسمبر 1969        |
|             | منظمة التجارة العالمية                      | ?                     | 23 يوليو 1995        |
|             | منظمة الشرطة الجنائية الدولية               | ?                     | ?                    |
|             | الاتحاد الأفريقي                            | 31 أكتوبر 1966        | 25 مايو 1963         |
|             | البنك الإفريقي للتنمية                      | ?                     | ?                    |

## وصلات خارجية
- موقع وزارة الخارجية البوتسوانية